# Melanum splendidum
Melanum splendidum är en tvåvingeart som beskrevs av Spencer 1986. Melanum splendidum ingår i släktet Melanum och familjen fritflugor. Inga underarter finns listade i Catalogue of Life.